# Filles du Calvaire (stanice metra v Paříži)
Filles du Calvaire je nepřestupní stanice pařížského metra na lince 8 na hranicích 3. a 11. obvodu v Paříži. Nachází se na křižovatce ulic Boulevard du Temple a Rue des Filles-du-Calvaire.

## Historie
Stanice byla otevřena 5. května 1931 při rozšíření linky od Richelieu – Drouot po Porte de Charenton.

## Název
Jméno stanice znamená česky dcery Kalvárie a je odvozeno od názvu ulice Rue des Filles du Calvaire, která nese jméno kongregace, která vznikla v Poitiers v roce 1617 z benediktýnského řádu. Pařížský klášter byl během Francouzské revoluce zrušen.

## Vstupy
Vchod do stanice se nachází na Boulevardu du Temple.

## Zajímavosti v okolí
- Cirque d'hiver (Zimní cirkus) vybudovaný v roce 1852
- Hôtel de Guénégaud des Brosses, kde sídlí Muzeum myslivosti a přírody (Musée de la Chasse et de la Nature).